# 원주 강원감영 포정루
원주 강원감영 포정루(原州 江原監營 布政樓)는 대한민국 강원특별자치도 원주시 일산동, 원주 강원감영에 있는 조선시대의 건축물이다.
1971년 12월 16일 강원도의 유형문화재 제3호 강원감영(문루및선화당)으로 지정되었다가, 2004년 1월 17일 강원감영이 사적으로 지정되면서 포정루 및 선화당(布政樓 및 宣化堂)으로, 2021년 원주 선화당이 보물로 승격되면서 현재의 명칭으로 변경되었다.

## 개요
조선 태조 4년(1395) 원주에 설치된 강원감영은 강원감사의 집무처로 70여 칸의 규모였다. 임진왜란(1592) 때 부서져 다시 건물을 세웠으나 한국전쟁 때 큰 피해를 입어 현재는 관찰사 집무처였던 선화당과 정문인 문루만 남아있다. 문루에는 한국전쟁 이후부터 ‘강원감영문루’라는 현판이 달려있었으나 『여지도서』등의 문헌을 근거로 하여 1991년에 ‘포정루’로 고쳐 달았다.
앞면 3칸·옆면 2칸의 2층 누각건물로 지붕은 옆면이 여덟 팔(八)자 모양을 하고 있는 팔작지붕이다. 1층 가운데 칸에는 2짝의 널문을 달았다. 2층은 주위를 난간으로 돌려 사방을 개방하였고 천장은 뼈대가 보이는 연등천장으로 꾸몄다.
감영의 자리에 군청이 들어섰지만 선화당은 그대로 남아있다. 임진왜란 이후 1667년에 다시 지은 선화당은 앞면 7칸·옆면 4칸의 1층 건물로 문루와 같은 팔작지붕인 평범한 관아 건물이다. 대청쪽과 앞면, 오른쪽 등은 특이하게 띠살문으로 처리하였다.
포정루 및 선화당은 조선시대 감영의 형태를 알려주는 중요한 자료이다.

## 같이 보기
- 원주 강원감영 (사적 제439호)

## 참고 자료
- 포정루및선화당 - 국가유산청 국가유산포털